# Drassodes splendens
Drassodes splendens är en spindelart som beskrevs av Tucker 1923. Drassodes splendens ingår i släktet Drassodes och familjen plattbuksspindlar. Inga underarter finns listade i Catalogue of Life.